# Peintre de Thanatos

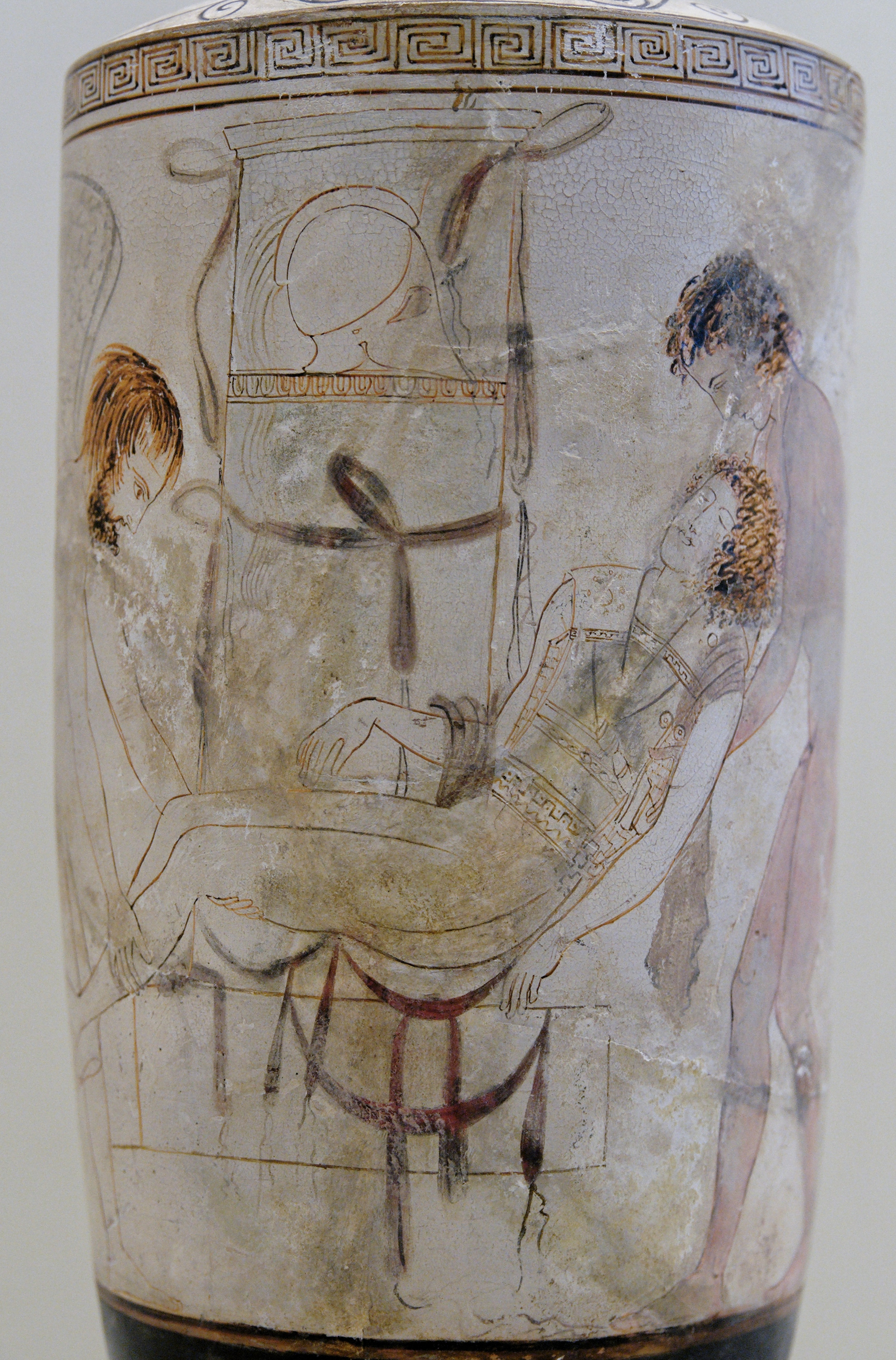
Hypnos et Thanatos transportant le corps de Sarpédon depuis le champ de bataille de Troie.

Le peintre de Thanatos (Ve siècle av. J.-C.) est un peintre athénien qui peignait des scènes relatives à la mort sur des lécythes (vases grecs antiques) cylindriques à fond blanc. Tous les lécythes connus de ce peintre comportent des scènes de mort ou liées à la mort (thanatos en grec), y compris des représentations de Thanatos — le dieu éponyme de la mort — emportant des cadavres. 

## Lécythes dans un contexte funéraire
Les lécythes à fond blanc sont utilisés spécifiquement dans le contexte des funérailles et ont parfois été utilisés pour remplacer la stèle funéraire. Les lécythes étaient utilisés pour contenir de l'huile funéraire, généralement de l'huile d'olive. La plupart étaient creux, à l'exception du haut de la coupe qui retenait l'huile, de sorte que le lécythe avait toujours l'air plein. Cette huile était utilisée pour laver le corps du mort, puis le corps était enveloppé dans un linge propre.  
Les lécythes comportaient différentes scènes représentant la mort, telles qu'inhumation, procession et visites de tombes.

## Lécythes

### Lécythe aux femmes en deuil

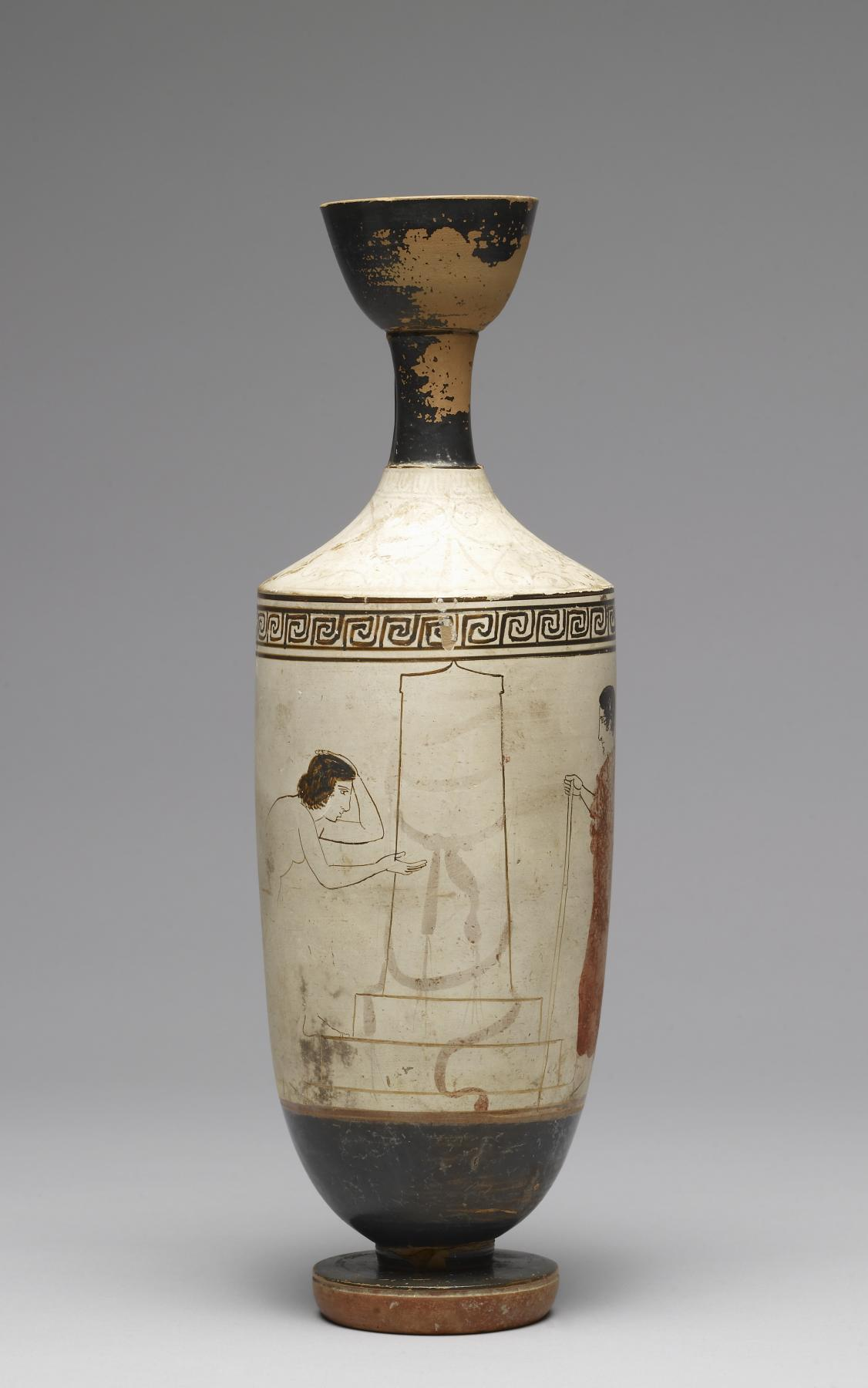
Femme en deuil sur une tombe, Walters Art Museum.

Un exemple de lécythe à fond blanc du peintre Thanatos est un vase (440 - 430 av. J.-C.) conservé au Walters Art Museum. Les femmes pleurent un défunt. Il y a un personnage masculin qui s'approche du côté droit du lécythe et que les femmes ne voient pas et qui une représentation du mort. Les Grecs pensaient que les défunts s'attardaient sur leur tombe après leur mort. 
Le défunt est l’objet principal de la peinture en raison de la couleur rouge de ses vêtements. Puisqu'il s'agit d'un lécythe de sa tombe, il est le principal sujet de rappel du deuil de sa mort. La femme est également penchée sur ce qui conduit l'œil à la stèle mortuaire et finalement à l'homme, ce qui le rend encore plus concentré. La tombe comporte un ruban ou une corde qui se balance d'avant en arrière, ce qui attire l'œil entre les deux personnages. 